# Каштановый скрытохвост
Каштановый скрытохвост, или каштановый криптуреллус (лат. Crypturellus obsoletus) — птица семейства тинаму, обитающая в Южной Америке.

## Описание
Каштановый криптуреллус длиной от 25 до 30 см, самки весят от 395 до 540, самцы — от 350 до 480 г. Оперение преимущественно тёмно-коричневое, нижняя сторона светлее. Голова и затылок серо-бурые, горло серое. Радужины оранжевые, ноги зеленоватые. Молодые птицы похожи на взрослых птиц, однако, на спине и частично также на крыльях имеются чёрные крапины. Самки часто светлее.

## Распространение
Область распространения простирается от юго-востока Бразилии, охватывая восток Парагвая и Аргентины, а также части Венесуэлы, Эквадора, Перу и Боливии. Предпочтительная среда обитания птиц — опушки леса и лесные поляны. В Андах птицы встречаются на высоте до 2 200 м, на юго-востоке Перу и в Боливии вплоть до 2 900 м над уровнем моря.

## Питание
Каштановый криптуреллус питается прежде всего семенами лавровых, молочайных и рутовых растений. Они следуют за стаями кочевых муравьёв и ловят насекомых, пытающихся ускользать от муравьёв. Они также переворачивают листву лесной подстилки, чтобы поймать скрывающихся под ней насекомых.

## Размножение
Птицы гнездятся на юго-востоке Бразилии с сентября по ноябрь, на юго-востоке Перу в октябре. Гнездо устраивается у подножия деревьев. В кладке от 4 до 5 яиц тёмно-розового, тёмно-красного или шоколадного цвета, в зависимости от подвида. Высиживание продолжается примерно 19 дней. У цыплят тёмная верхняя часть головы.

## Классификация
Международный союз орнитологов выделяет девять подвидов:
- C. obsoletus cerviniventris, север Венесуэлы.
- C. obsoletus knoxi, северо-запад Венесуэлы.
- C. obsoletus castaneus, восточная и центральная Колумбия, восточный Эквадор, север Перу.
- C. obsoletus ochraceiventris, Центральный Перу.
- C. obsoletus traylori, юго-восток Перу.
- C. obsoletus punensis, юго-восток Перу, север Боливии.
- C. obsoletus griseiventris, северная и центральная Бразилия.
- C. obsoletus hypochraceus, юго-запад Бразилии.
- C. obsoletus obsoletus, номинативный, юго-восток Бразилии, восток Парагвая, северо-восток Аргентины.